# Johan Victor Dahlberg
Johan Victor Dahlberg (* 1. September 1915 in Paramaribo; † 23. November 1946 in Nijmegen) war ein niederländischer Komponist.

## Leben
Johan Victor Dahlberg wurde als Sohn der ebenfalls in Suriname geborenen Eltern, Christine Heloïse Dahlberg, geborene Ringeling und Johan Victor Dahlberg, einem Griffier, Geschäftsstellenleiter beim  Kantongericht in Paramaribo geboren.
Sein Vater starb bereits vor seiner Geburt; die Mutter und der noch kein Jahr alte Sohn verließen im Juli 1916 die niederländische Kolonie und zogen nach Nijmegen.

### Ausbildung
Sein musikalisches Talent wurde schon früh erkannt. An der Musikschule von Nijmegen hatte er Klavier-, Violin- und Theorieunterricht.
Nach der Mittelschule zog er mit seiner Mutter nach Amsterdam und begann ein Studium am Konservatorium von Amsterdam mit Schwerpunkt Komposition. Seine Dozenten waren Sem Dresden und Hendrik Andriessen.

### Werke, Tod
Dahlberg komponierte in der Kürze der Zeit, die ihm gegeben war, etliche Kammer- und Chormusikstücke sowie Klavier- und Orchesterwerke, darunter die Symphonie macabre (1938–40).
Bereits in den Kriegsjahren von 1940 bis 1945 musste er mehrfach in Krankenhäusern wegen einer Tuberkulose-Erkrankung behandelt werden. Nachdem er erneut in die Sint Maartenskliniek in Nijmegen eingeliefert wurde, verstarb er im Alter von 31 Jahren.